# Битва при храме Чжаоцзюэ
Битва при храме Чжаоцзюэ (кит. 昭觉寺之战) — последнее сражение эпохи восстания Ань Лушаня, произошедшее в ноябре 762 года.

Восстание Ань Лушаня. Положение и действия сторон с весны 759 г. по осень 762 г.

В октябре 762 года империя Тан собрала 200 000 солдат, и её армия под командованием Го Цзыи двинулась из Шаньчжоу в сторону повстанческой столицы Лояна. В авангарде шли войска Пугу Хуайэня и уйгурская конница, присланная Идигянем. Остальная часть армии следовала за ними.
Наступление танской армии при поддержке уйгурской кавалерии заставило повстанцев колебаться. Лидер повстанцев Ши Чаои решил дать решающее сражение, чтобы поднять боевой дух мятежников. Он собрал 100-тысячную армию и приказал вырыть траншеи и построить палисады вокруг Лояна.
Однако благодаря двойному численному превосходству танской армии линия обороны мятежников была быстро прорвана. Ши Чаои отвёл свою армию к храму Чжаоцзюэ, пытаясь, опираясь на его стены, задержать войска противника.
Несколько атак танской армии были отбиты, и на некоторое время установилась тупиковая ситуация. Прибытие войск Ма Линя, наместника Чжэньси, изменило ситуацию и позволило прорвать брешь в линии обороны повстанцев. Солдаты танской армии хлынули в прорыв и ворвались в храм, а затем в город, завязав на его улицах бои. 20 ноября Лоян был потерян, и Ши Чаои с остатками своей армии отступил через восточные ворота.
В битве при храме Чжаоцзюэ армия империи Тан добилась победы, уничтожив 60 000 и взяв в плен 20 000 повстанцев. С этого момента мятежники уже не могли представлять существенной угрозы для династии.
Ши Чаои отступил к Фаньяну, но военачальник Ли Хуайсянь, которого Ши Чаои оставил там наместником, объявил о переходе на сторону Тан. Оказавшись перед закрытыми воротами города, Ши Чаои попытался прорваться дальше на север в земли киданей или кумоси, однако вскоре, преследуемый предавшими его войсками, он впал в отчаяние и, чтобы не попасть в плен, повесился в лесу. Восстание, длившееся семь лет и два месяца, подошло к концу.